# 海野弘
海野 弘（うんの ひろし、1939年7月10日 - 2023年4月5日）は、日本の評論家。世紀末芸術などに関する多くの著書がある。本名は中村 新珠（なかむら あらたま/しんじゅ）。

## 来歴
東京都出身。幼少の一時期、母の故郷の青森県脇野沢村（現在のむつ市）に住む。1962年、早稲田大学第一文学部ロシア文学科を卒業。平凡社に入社、『太陽』編集に関わり、1976年から編集長を務めた。在職中、当時ほとんど評価されていなかったアール・ヌーヴォーに注目し、1968年に処女作『アール・ヌーボーの世界』を刊行。
退社独立後は幅広い分野で著述活動を行い、アール・デコの再評価、都市論、文学、音楽、映画、ファッション史などに加え、小説作品も手掛けた。1995年『江戸ふしぎ草子』で斎藤緑雨賞受賞。
2023年4月5日、多摩市の病院で虚血性心不全の為死去。83歳没。

## 著作
- 『アール・ヌーボーの世界 : モダン・アートの源泉』造形社、1968年10月5日。NDLJP:2517495。中公文庫、1987年、のち改版
- 『空間の神話学－玩具・庭園・劇場』（造形社、1971年）
- 『装飾空間論 かたちの始源への旅』（美術出版社、1973年）
- 『世紀末のイラストレーターたち』（美術出版社、1976年）
- 『日本のアール・ヌーヴォー』（青土社、1978年）
- 『都市の神話学 一九二〇年代の影』（フィルムアート社、1979年）
- 『四都市物語 ヨーロッパ・1920年代』（冬樹社、1979年、新版1990年）
- 『世紀末美術の世界』（美術出版社〈美術選書〉、1979年）
- 『空間のフォークロア』（駸々堂出版、1980年）
- 『地下都市への旅』（青土社、1980年）
- 『世紀末の街角』（中公新書、1981年）
- 『映画都市 メディアの神話学』（フィルムアート社、1981年）
- 『都市とスペクタクル』（中央公論社、1982年）
- 『都市風景の発見 日本のアヴァンギャルド芸術』（求龍堂、1982年）
- 『ワイルド・ウェスト物語』リブロポート、1982年2月。NDLJP:12181446。
- 『街角でコヨーテを聞いた 都市音楽の二十世紀』（筑摩書房、1983年）
- 『部屋の宇宙誌 インテリアの旅』（TBSブリタニカ、1983年）
- 『風俗の神話学 : 挑発としての都市』思潮社、1983年8月。NDLJP:12125941。
- 『酒場の文化史 ドリンカーたちの華麗な足跡』（サントリー、1983年）、のち創元ライブラリ文庫、講談社学術文庫
- 『ジャズ・エイジの街角』（冬樹社、1983年）
- 『都市の庭、森の庭 未知なる庭園への旅』（新潮選書、1983年）
- 『モダン都市東京 日本の一九二〇年代』（中央公論社、1983年）、のち中公文庫・改版
- 『1920年代旅行記』（冬樹社、1984年）
- 『流行の神話 ファッション・映画・デザイン』フィルムアート社、1984年6月。NDLJP:12180185。のち光文社文庫
- 『遊びつづけるピーター・パン』駸々堂出版、1984年6月。NDLJP:12126389。
- 『アンドロイド眼ざめよ』（駸々堂出版、1985年）
- 『一九二〇年代の画家たち』（新潮選書、1985年）
- 『アール・デコの時代』（美術公論社、1985年）、のち中公文庫
- 『モダン都市周遊 日本の20年代を訪ねて』（中央公論社、1985年）
- 『モダンガールの肖像 1920年代を彩った女たち』（文化出版局、1985年）
- 『エデンという名の映画館』（フィルムアート社、1986年）
- 『雀はなぜ舌を切られたか イメージの風土記』（講談社、1986年）
- 『魅惑の世紀末』（美術公論社、1986年）
- 『モダン・シティふたたび 1920年代の大阪へ』（創元社、1987年）
- 『書斎の文化史』（TBSブリタニカ、1987年）
- 『光の街影の街 モダン建築の旅』（平凡社、1987年）
- 『魅せられし空間 広場と劇場の神話学』（PARCO出版局、1987年）
- 『ざわめく街のシンフォニー サティからロックへ』（音楽之友社、1987年）
- 『ペテルブルク浮上 ロシアの都市と文学』（新曜社、1988年）
- 『遊園都市 自然のデザイン』（冬樹社、1988年）
- 『都市を翔ける女 二十世紀ファッション周遊』（平凡社、1988年）
- 『千のチャイナタウン』（リブロポート、1988年）
- 『東京風景史の人々』（中央公論社、1988年）、のち中公文庫
- 『ココ・シャネルの星座』（中央公論社、1989年）、のち中公文庫
- 『黄金の五〇年代アメリカ』（講談社現代新書、1989年）
- 『ドラゴンの系譜 中国の秘密結社』（福武ブックス、1989年）
- 『室内の都市 36の部屋の物語』（住まいの図書館出版局、1990年）
- 『映画、20世紀のアリス』（フィルムアート社、1990年）
- 『リヨンの夜』（河出書房新社、1991年）、短編小説集
- 『東京の盛り場 江戸からモダン都市へ』（六興出版、1991年）
- 『ヨーロッパの誘惑』（丸善ライブラリー、1991年）
- 『慶長茶湯秘聞』（角川書店、1991年）／『緑の川の旅人』（角川文庫）、長編時代小説
- 『都市の20世紀 映画から百貨店まで』（日本経済新聞社、1992年）
- 『風景劇場 歴史小説のトポロジー』（六興出版、1992年）／『時代小説の「風景」』（学研M文庫）
- 『都市への長い旅 歴史都市からモダン都市へ』（邑書林、1992年）
- 『宝飾の文化史 プラチナ宝飾の華麗な世界』（筑摩書房、1993年）
- 『千年の山の太子 北条幻庵青春伝』（河出書房新社、1993年）、時代小説
- 『世紀末パノラマ館』（丸善ライブラリー、1993年）
- 『世紀末のスタイル アール・ヌーヴォーの時代と都市』（美術公論社、1993年）
- 『プルーストの部屋―『失われた時を求めて』を読む』（中央公論社、1993年）、のち中公文庫 全2巻
- 『パリの女たち 旅をする女』（河出書房新社、1994年）
- 『書斎の博物誌 作家のいる風景』（PHP研究所、1994年）
- 『運命の女たち 旅をする女』（河出書房新社、1994年）
- 『江戸ふしぎ草子』（河出書房新社、1995年）
- 『日本図書館紀行』（マガジンハウス、1995年）
- 『世紀末の音楽』（音楽の万華鏡1）（音楽之友社、1995年）
- 『一九二〇年代の音楽』（音楽の万華鏡2）（音楽之友社、1995年）
- 『江戸の盛り場』（青土社、1995年）
- 『パリ都市の詩学』（河出書房新社、1996年）
- 『フランスロワール古城めぐり 絢爛たるロマンと追憶に心解き放たれる』（講談社、1996年）
- 『パリの手帖』（マガジンハウス、1996年）
- 『江戸星月夜』（河出書房新社、1997年）
- 『現代デザイン 「デザインの世紀」をよむ』（新曜社、1997年）
- 『美術館感傷旅行 45通の手紙』（マガジンハウス、1997年）
- 『ハプスブルク美の帝国 バロックから世紀末ヘ』（集英社、1998年）
- 『世紀末シンドローム ニューエイジの光と闇』（新曜社、1998年）
- 『ダイエットの歴史 みえないコルセット』（新書館、1998年）
- 『江戸よ語れ』（河出書房新社、1999年）
- 『アリス・エロチカ』（あんず堂、1999年）
- 『モダンダンスの歴史』（新書館、1999年）
- 『カリフォルニア・オデッセイ』（グリーンアロー出版社）
  1. LAハードボイルド 世紀末都市ロサンゼルス（1999年）
  2. ハリウッド幻影工場 スキャンダルと伝説のメッカ（2000年）
  3. めまいの街 サンフランシスコ60年代（2000年）
  4. 癒しとカルトの大地 神秘のカリフォルニア（2001年）
  5. ビーチと肉体 浜辺の文化史（2001年）
  6. ハイウェイの誘惑 ロードサイド・アメリカ（2001年）
- 『遥かなり江戸祭囃子 風流大名松平斉貴』（廣済堂文庫、2000年）、長篇歴史小説
- 『日本遊歩記』（沖積舎、2000年）
- 『スキャンダルの時代 人はなぜ覗きたがるのか』（集英社新書、2000年）
- 『ロシア・アヴァンギャルドのデザイン アートは世界を変えうるか』（新曜社、2000年）
- 『ニューヨーク黄金時代 ベルエポックのハイ・ソサエティ』（平凡社、2001年）
- 『華術師の伝説 いけばなの文化史』（アーツアンドクラフツ、2002年）
- 『パトロン物語 アートとマネーの不可思議な関係』（角川oneテーマ21、2002年）
- 『陰謀の世界史 コンスピラシー・エイジを読む』（文藝春秋、2002年）、文春文庫、2006年
- 『江戸妖かし草子』（河出書房新社、2002年）、時代小説
- 『モダン・デザイン全史』（美術出版社、2002年）
- 『百貨店の博物史』（アーツアンドクラフツ、2003年）
- 『スパイの世界史』（文藝春秋、2003年）、文春文庫、2007年
- 『江戸まぼろし草子』（河出書房新社、2003年）、時代小説
- 『足が未来をつくる 〈視覚の帝国〉から〈足の文化〉へ』（洋泉社新書、2004年）
- 『ホモセクシャルの世界史』（文藝春秋、2005年）、文春文庫、2008年
- 『芭蕉の旅はるかに 旅を歩く旅』（アーツアンドクラフツ、2005年）
- 『江戸の夕映』（河出書房新社、2005年）、時代小説
- 『陰謀と幻想の大アジア』（平凡社、2005年）
- 『海野弘 本を旅する』（ポプラ社、2006年）、著述自伝
- 『セレブの現代史』（文春新書、2006年）
- 『秘密結社の世界史』（平凡社新書、2006年）、増補版・朝日文庫、2017年6月
- 『武蔵野を歩く 旅を歩く旅』（アーツアンドクラフツ、2006年）
- 『海野弘コレクション』（右文書院、2006年）
  1. 私の東京風景
  2. 都市風景の発見 日本のアヴァンギャルド芸術
  3. 歩いて、見て、書いて 私の一〇〇冊の本の旅
- 『二十世紀』（文藝春秋、2007年）
- 『秘密結社の日本史』（平凡社新書、2007年）
- 『久生十蘭 『魔都』『十字街』解読』（右文書院、2008年）
- 『伝説の風景を旅して』（グラフ社、2008年）
- 『ファンタジー文学案内』（ポプラ社、2008年12月）
- 『百人一首百彩』（右文書院、2008年11月）
- 『スキャンダルの世界史』（文藝春秋、2009年）、文春文庫、2012年
- 『秘密結社の時代―鞍馬天狗で読み解く百年』（河出書房新社〈河出ブックス〉、2010年4月）
- 『花に生きる 小原豊雲伝』（平凡社、2010年5月）
- 『名門大学スキャンダル史 あぶない教授たちの素顔』（平凡社新書、2010年9月）
- 『おじさん・おばさん論』（幻戯書房、2011年4月／ちくま文庫、2024年12月）
- 『プルーストの浜辺 『失われた時を求めて』再読』（柏書房、2012年7月）
- 『二十世紀美術 1900-2010』（新曜社ワードマップ、2012年7月）
- 『万国博覧会の二十世紀』（平凡社新書、2013年7月）
- 『1914年 100年前から今を考える』（平凡社新書、2014年5月）
- 『魔女の世界史 女神信仰からアニメまで』（朝日新書、2014年7月）
- 『世界陰謀全史』（朝日新聞出版、2014年10月）
- 『ロシアの世紀末 〈銀の時代〉への旅』（新曜社、2017年5月）
- 『海賊の文化史』（朝日選書、2018年）
- 『映画は千の目をもつ　私の幻想シネマ館』（七つ森書館、2018年）
- 『ANOTHER ROOM　もうひとつの部屋』（LIXIL出版・牛若丸叢書、2019年）
- 『武蔵野マイウェイ』（冬青社、2021年）

## 監修・解説
- 『幻想の挿絵画家 カイ・ニールセン』（マール社 2010年11月）
- 『おとぎ話の幻想挿絵』（パイインターナショナル 2011年9月）
- 『ジョルジュ・バルビエ 優美と幻想のイラストレーター』（パイインターナショナル 2011年10月）
- 『神秘なる挿絵画家エドマンド・デュラック』（マール社 2011年11月）
- 『フランスのファッション・イラスト 夢みる挿絵の黄金時代』（パイインターナショナル 2012年1月）
- 『野の花の本 ボタニカルアートと花のおとぎ話』（パイインターナショナル 2012年4月）
- 『おとぎ話の古書案内』（パイインターナショナル 2012年9月）
- 『ロシアの挿絵とおとぎ話の世界』（パイインターナショナル 2012年12月）
- 『ウィリアム・モリス クラシカルで美しいパターンとデザイン』（パイインターナショナル 2013年3月）
- 『神話・伝説とおとぎ話　ヨーロッパの図像』（パイインターナショナル 2013年9月）
- 『流線の挿絵画家 ジェシー・キング（英語版）』（マール社 2012年11月）
- 『オーブリー・ビアズリー　世紀末の光と闇の魔術師』（パイインターナショナル 2013年12月）
- 『ヨーロッパの図像 神話・伝説とおとぎ話』（パイインターナショナル 2013年9月）
- 『ハリー・クラーク　アイルランドの挿絵とステンドグラスの世界』（パイインターナショナル、2014年9月）
- 『チェコの挿絵とおとぎ話の世界』（パイインターナショナル、2014年12月）
- 『ロシア・アヴァンギャルドのデザイン　未来を夢見るアート』（パイインターナショナル、2015年）
- 『北欧の挿絵とおとぎ話の世界』（パイインターナショナル、2015年）
- 『マティスの切り絵と挿絵の世界』（パイインターナショナル、2016年）
- 『世界の美しい本』（パイインターナショナル、2016年）
- 『アルフォンス・ミュシャの世界　2つのおとぎの国への旅』（パイインターナショナル、2016年）
- 『オリエンタル・ファンタジー　アラビアン・ナイトのおとぎ話ときらめく装飾の世界』（パイインターナショナル、2016年）
- 『ヨーロッパの幻想美術　世紀末デカダンスとファム・ファタール〈宿命の女〉たち』（パイインターナショナル、2017年）
- 『花の美術と物語　ヨーロッパの図像』（パイインターナショナル、2017年）
- 『ファンタジーとSF・スチームパンクの世界』（パイインターナショナル、2017年）
- 『日本の装飾と文様』（パイインターナショナル、2018年）
- 『グスタフ・クリムトの世界　女たちの黄金迷宮』（パイインターナショナル、2018年）
- 『おとぎ話のモノクロームイラスト傑作選』（パイインターナショナル、2018年）
- 『華麗なる「バレエ・リュス」と舞台芸術の世界　ロシア・バレエとモダン・アート』（パイインターナショナル、2020年）
- 『1970 's ロンドン・カルチャーの世界』（パイインターナショナル、2021年）
- 『366日 風景画をめぐる旅』（パイインターナショナル、2021年1月）
- 『366日 物語のある絵画』（パイインターナショナル、2021年4月）
- 『366日 絵のなかの部屋をめぐる旅』（パイインターナショナル、2021年7月）
- 『366日 絵画でめぐるファッション史』（パイインターナショナル、2021年11月）
- 『知られざるアメリカの女性挿絵画家　ヴァージニア・ステレット』（マール社 、2021年11月）
- 『クィア・アートの世界―自由な性で描く美術史』（パイインターナショナル、2022年9月）
- 『ウクライナ美術への招待―ウクライナに愛をこめて』（パイインターナショナル、2022年11月）

### 共編著
- 『イリュージョンデザイン 知覚・想像力・空間』（田中紀男共著、造形社、1970年）
- 『現代美術 アール・ヌーヴォーからポストモダンまで』（小倉正史共著、新曜社、1988年）
- 『ジャズ・スタンダード100　名曲で読むアメリカ』（青木啓と共著、新潮文庫、1988年）
- 『モダン都市文学 1 モダン東京案内』（平凡社、1989年11月）
- 『モダン都市文学 6 機械のメトロポリス』（平凡社、1990年7月）
- 『アール・デコの世界 3 アメリカン・デコの楽園 ハリウッド/マイアミ』（中子真治共編、学習研究社、1990年12月）
- 『海野弘の街あるき館さがし 旅の名手がつづる1日散策 東京23区・千葉県編』（毎日ムック・アミューズ編集部編、毎日新聞社、1996年）
- 『レンズが撮らえた19世紀ヨーロッパ』（山川出版社、2010年）
- 『性愛の西洋美術史』（平松洋共編、洋泉社ムック、2014年）
- 『レンズが撮らえた19世紀英国』（山川出版社、2016年）

## 翻訳
- アレキサンダー・ウォーカー『ガルボ』（リブロポート、1981年）
- スティーヴ・ブラッドショー『カフェの文化史』（三省堂、1984年）
- デイヴィッド・エリオット『革命とは何であったか ロシアの芸術と社会 1900-1937年』（岩波書店[9]、1992年）
- モリー・ハスケル『崇拝からレイプへ 映画の女性史』（平凡社、1992年）
- グレン・ポーター『レイモンド・ローウィ 消費者文化のためのデザイン』（美術出版社、2004年）
- デイヴィッド・ライマー『ポスター芸術の歴史』（井上廣美訳、原書房、2020年）。監修解説